# Nils Flodell

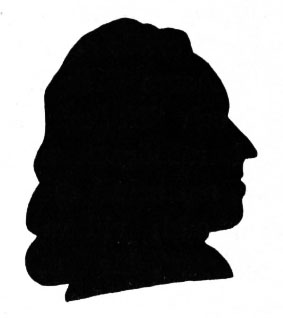
068-Nils Flodell-Svenska Teatern 1

Nils Flodell, född 1714, död 1759, var en svensk skådespelare, en av de första skådespelarna i landet och verksam i den svenska pionjärtruppen i Stora Bollhuset.
Han var född i Lilla Mellösa, fadern var klockare, och studerade 1733 vid Uppsala. 1737 var han auskultant vid Stockholms domstolar, och sedan brännvinsdestillatör och militär vid livgardet. Han var gift 1739 och hade tre barn. Han stupade möjligen i sjuårskriget. Han var en viktig aktör under teaterns första år, medverkade i Svenska Sprätthöken och listades som skådespelare till 1753.     